# Цуф
Цуф или Цоф (др.-евр. צוף‬; «соты») — библейская (1Цар. 9:5) область в колене Вениаминовом, близ города Рамы и горы Ефремовой, родина пророка Самуила.
Согласно библейской истории, когда у Киса, отца Саулова, пропали ослицы, отец послал Саула их искать. Тогда Саул пришёл в Цуф и, по совету слуги, обратился к Самуилу, как к «человеку Божию» и уважаемому, который что ни скажет — всё сбывается. Здесь Саул, по повелению Божию, был помазан от Самуила на царство.

## Термин
Цуф в Септуагинте — др.-греч. Σειφ, Σιφα.
Вероятно, что область получила своё название от обилия мёда (שנד ףוצ‬; Прит., 16, 24).
Один из предков Самуила также именовался Цуфом (Цофаем): 1Цар. 1:1; 1Пар. 6:26, написано ציף‬, но читается Цуф; см. Цофай. Септуагинта в 1:1, переводит: έν Νασίβ, очевидно читая ошибочно ניצננ‬ вместо צוף נן‬.